# Edificio del Banco de São Paulo
L'Edificio del Banco de São Paulo (in portoghese: Edifício do Banco de São Paulo) è un grattacielo della città di San Paolo in Brasile.

## Storia
L'edificio venne eretto tra il 1935 e il 1938 secondo il progetto dell'architetto Álvaro de Arruda Botelho per ospitare gli uffici dell'antico Banco de São Paulo, fondato dalla famiglia Almeida Prado alla fine del XIX secolo.

## Descrizione
Composto da due blocchi tra loro connessi, l'edificio è uno dei più importanti esempi d'architettura art déco della città di San Paolo.

## Galleria d'immagini

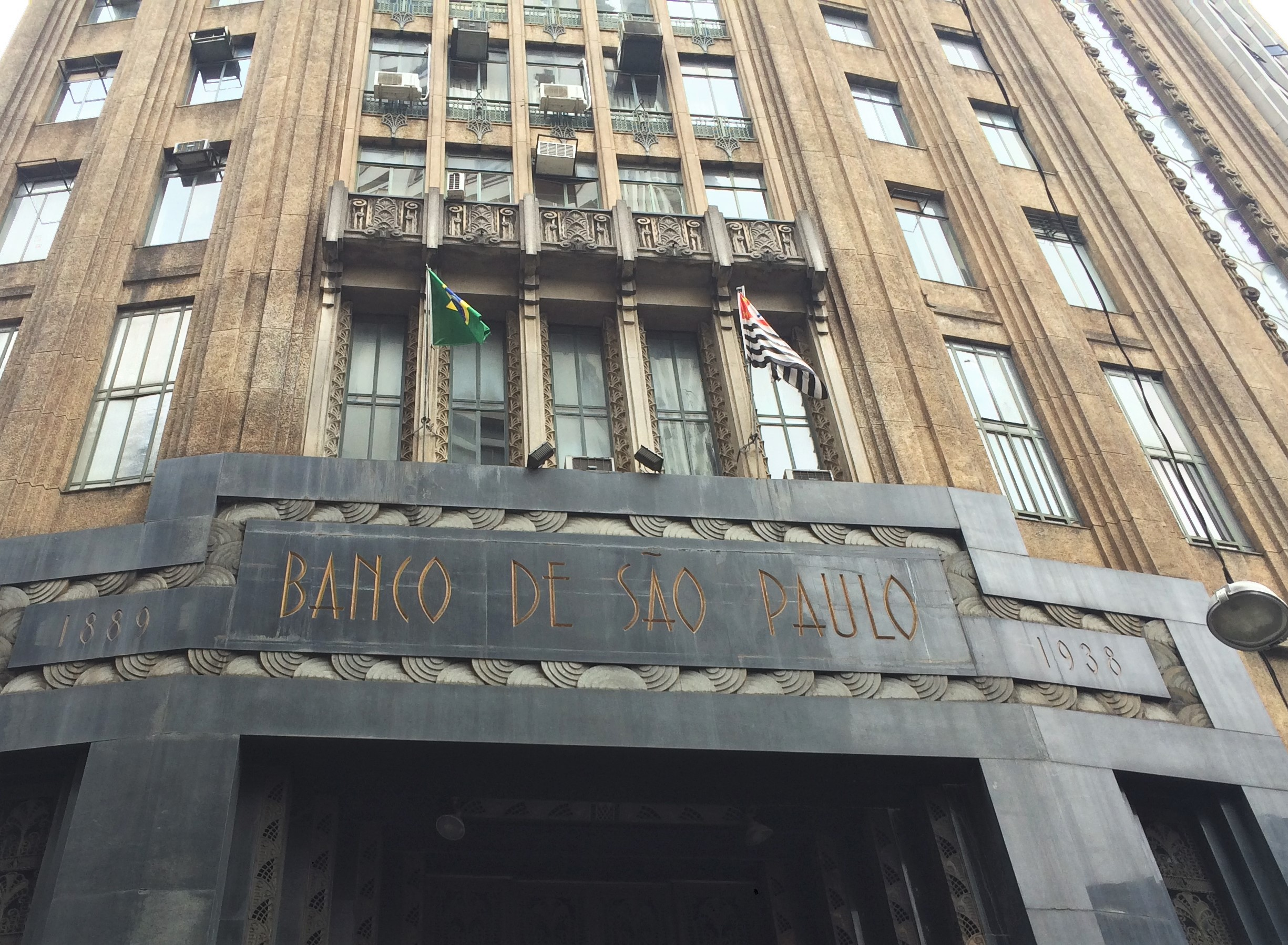
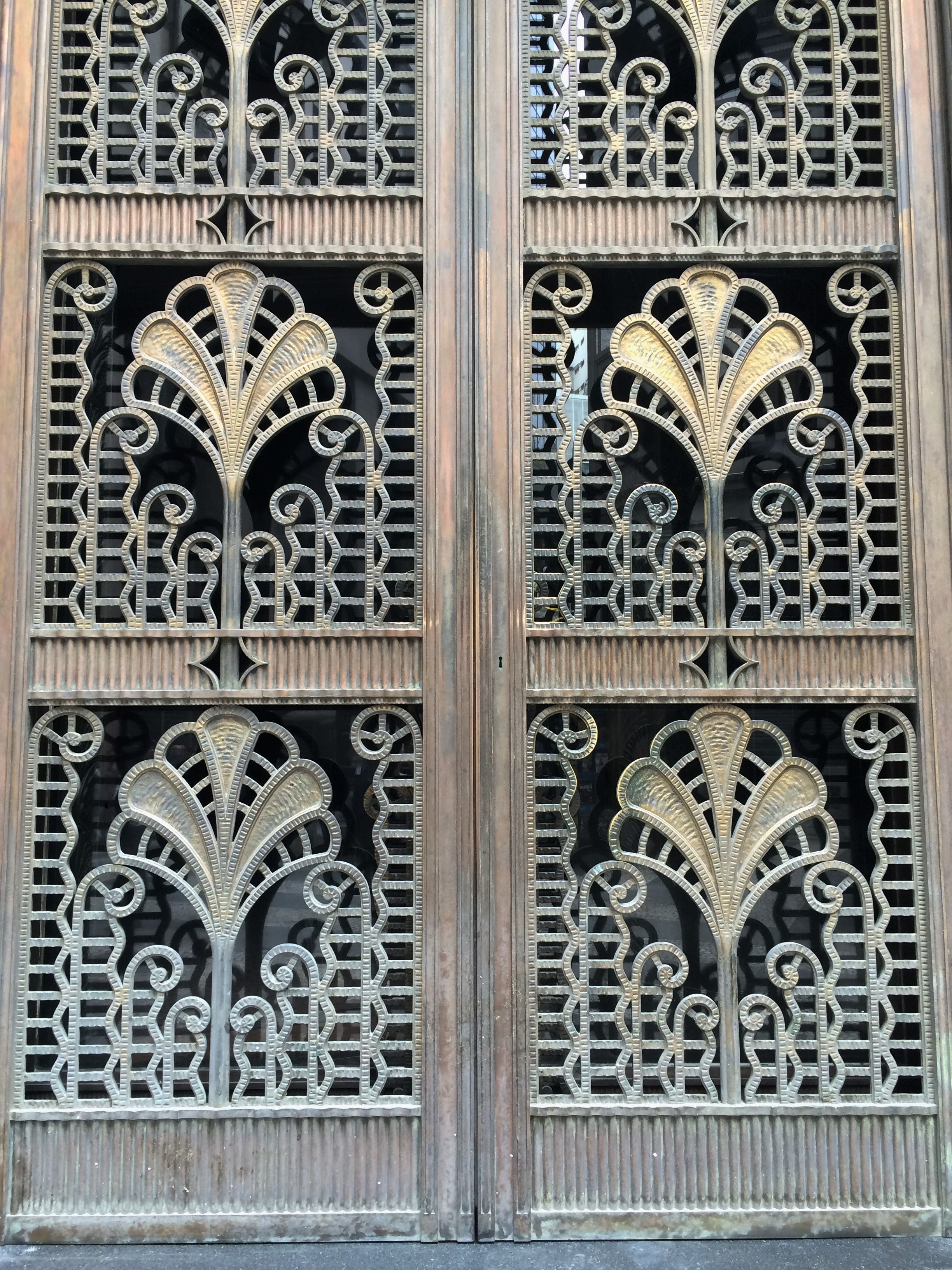
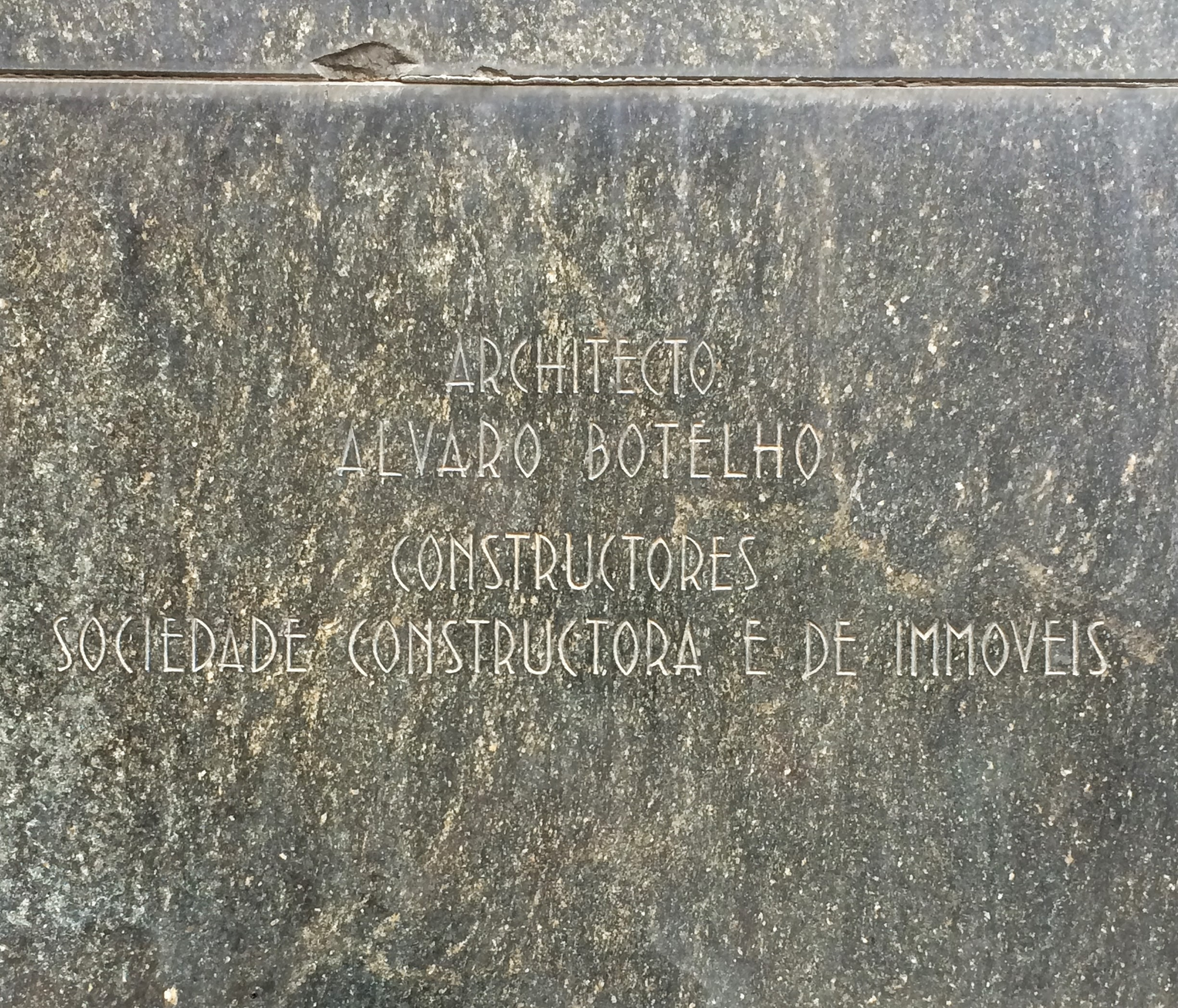